# Borys Halpert

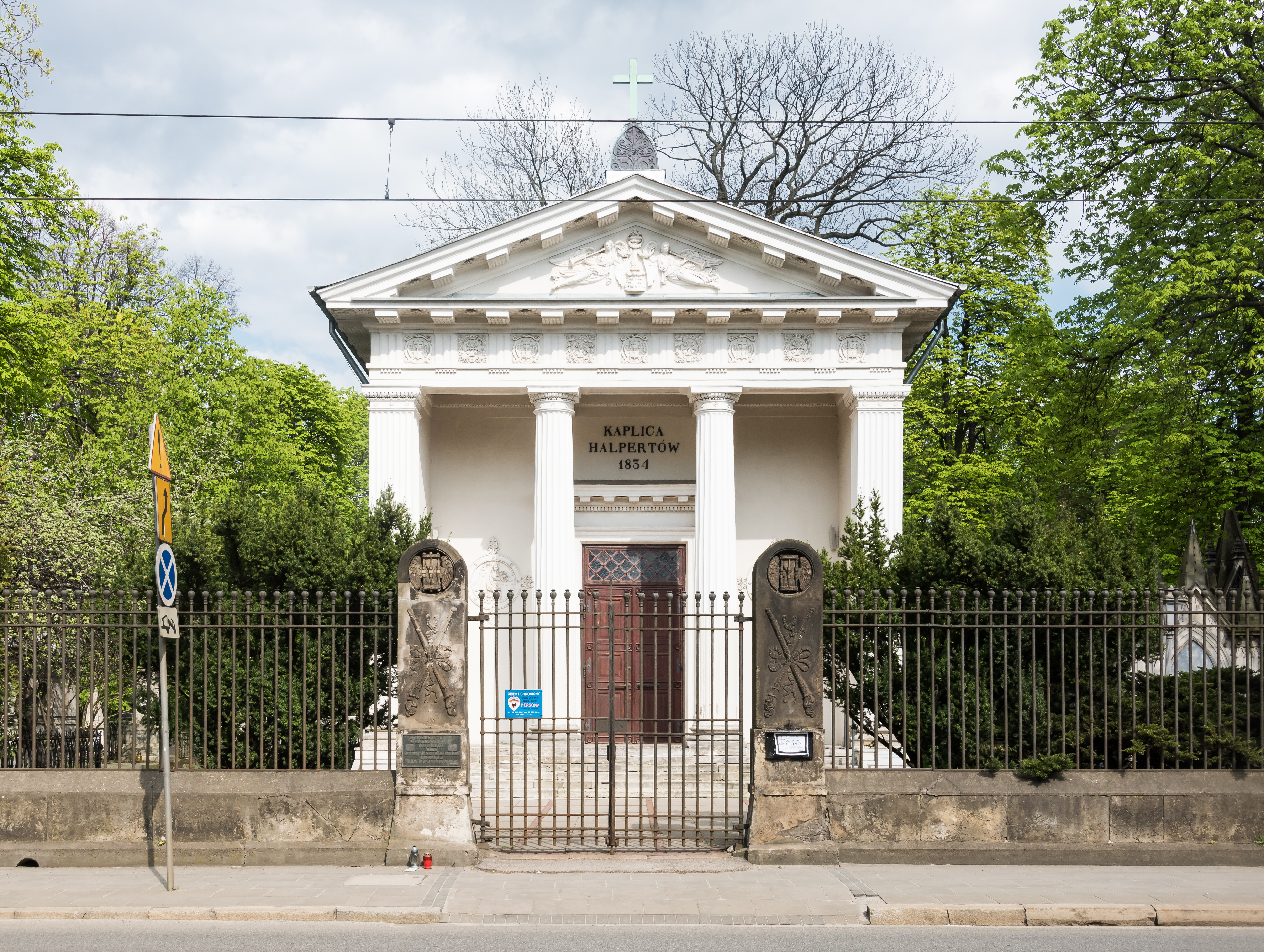
Kaplica Halpertów na cmentarzu ewangelicko-augsburskim w Warszawie, w której pochowany został Borys Halpert

Borys Halpert (ur. w 1805 w Warszawie, zm. 7 lutego 1861 tamże) – polski urzędnik żydowskiego pochodzenia.

## Życiorys
Urodził się jako syn bankiera Salomona (1773−1832) i Anny Günzburg. Studiował  prawo na Uniwersytecie Warszawskim. Był członkiem dyrekcji, a później, to jest w latach 1849−1851, dyrektorem Warszawskich Teatrów Rządowych. Sprawował w latach 1852−1861 funkcję naczelnika Kancelarii Rządu Gubernialnego Warszawskiego.
Był dwukrotnie żonaty, po raz pierwszy z Józefą Chojnacką (1814−1835), a po raz drugi z Eleonorą Leontyną Żuczkowską aktorką dramatyczną. Z pierwszego małżeństwa miał dwóch synów: Maurycego Ludwika (1831−1855) i Artura Stanisława (1834−1901).
Został pochowany w mauzoleum rodzinnym −  kaplicy Halpertów − na cmentarzu ewangelicko-augsburskim w Warszawie.